# Лица Чернова
Ли́ца Черно́ва  (англ. Chernoff faces) — отображение многомерных данных в виде человеческого лица. Метод изобрёл в 1973 году американский математик Герман Чернов.

## Суть метода
Метод основан на убеждении, что из всех зрительных навыков у человека сильнее всего развита способность к восприятию лиц других людей, и что представление тех или иных величин в виде параметров черт лица позволит гораздо более эффективно идентифицировать уникальные для каждой конфигурации значений наглядные характеристики объектов, чем при представлении их с помощью других объектов (графиков, чисел и т.д.).
Метод заключается в изображении стилизованного лица, характеристики которого основаны на значении одной из переменных в многомерной величине. Оригинальная методика предполагала использование до 18 параметров:
- размер глаза;
- размер зрачка;
- позиция зрачка;
- наклон глаза;
- высота линии глаз;
- расстояние между глазами;
- изгиб брови;
- плотность брови;
- расстояние между бровями;
- высота бровей;
- нижняя граница линии волос;
- верхняя граница линии волос;
- форма лица;
- цвет волос;
- наклон штриховки волос;
- форма носа;
- размер рта;
- изгиб рта.

В 1981 году Бернард Флури и Ганс Ридвил предложили увеличить количество переменных вдвое, добавить асимметрию лица.

## Критика
Применение лиц Чернова часто связано со множеством проблем:
- Зритель может уделять большее внимание одним чертам лица и меньшее — другим, из-за чего важные закономерности могут от него ускользнуть, а неважные напротив привлечь больше внимания, чем нужно. Также разные черты лица имеют разный диапазон значений и разную степень заметности небольших изменений;
- Человеку свойственно искать на лице эмоции, характер, настроение, а также оценивать красоту лица. На восприятие лица влияют культурные и социальные факторы, а также личные предпочтения. Всё это приводит к тому, что данные могут приобретать нежелательную плохо контролируемую интерпретацию;
- Лица Чернова не могут показывать точное значение какой-либо величины, либо его соотношения. Они лишь формируют паттерны для различных их сочетаний.

Все эти факторы часто приводят к тому, что исследования с использованием лиц Чернова оказываются менее эффективными, чем ожидается, и подвержены случайным факторам. Для эффективного использования метода приходится проделывать достаточно большой объём подготовительной работы, однако даже это не всегда гарантирует повторяемость результатов.
Исследование 1999 года показало, что метод лиц Чернова не даёт заметных преимуществ в визуализации многомерных данных. Испытуемые достаточно хорошо различали размер глаза и наклон бровей, но когда нужно было сравнивать 50 разных лиц, точность результатов оказалась невысока. Был сделан вывод, что в случае лиц Чернова не происходит какой-либо заметной обработки образов на подсознательном уровне, которая бы помогла испытуемым в анализе данных — наоборот, они последовательно изучали каждую черту лица по-отдельности. В исследовании 2003 года было обнаружено, что точность и достоверность анализа данных, выполненного с помощью лиц Чернова в среднем ниже, чем при использовании других методов, использовавшихся в исследовании — круговых диаграмм и распределения значений по плоскости, а время, необходимое для анализа — больше.